# 단체보험
단체보험(團體保險)이란 회사, 공장 등 일정한 단체의 구성원의 전부 또는 일부를 포괄적으로 피보험자로 하여 그의 생명 신체에 관한 사고를 보험사고로 하는 생명보험 또는 상해보험을 말한다.

## 특징
한국 상법은 단체보험계약의 체결시에 피보험자인 구성원의 서면에 의한 동의를 요하지 않는 것을 중요한 특징으로 하고 있다.(제735조의3 제1항), 이는 보험계약자가 피보험자의 생명을 고의로 침해할 위험성이 없기 때문이다. 단 '단체협약, 취업규칙, 정관 등 그 형식을 막론하고 대표자가 구성원을 위하여 일괄하여 계약을 체결할 수 있다는 취지를 담고 있는' 규약이 있어야 한다. 판례는 '만약 그러한 규약이 갖추어지지 아니한 경우에는 강행법규인 제731조의 규정에 따라 피보험자인 구성원들의 서면에 의한 동의를 갖추어야 보험계약으로서의 효력이 발생한다'고 하고 있다.

## 형태
단체보험은 단체의 대표자가 구성원의 복리후생을 위하여 체결하는 것이기 때문에 특별한 사정이 없는 한 단체의 구성원(또는 그의 유족)을 보험수익자로 하는 '타인을 위한 생명보험계약'의 형태를 취하는 것이 일반적이다. 그러나 보험계약자가 자신을 보험수익자로 하여 '자기를 위한 생명보험계약'의 형태로 체결하는 경우도 있는데 이 또한 적법하다고 본다. 왜냐하면 이는 단체보험을 체결하는 것은 그 구성원에게 보험사고가 발생한 경우에 단체가 구성원에게 지급할 재해보상금이나 후생복리비용의 재원을 마련하려는 데 주된 목적이 있는 경우도 있기 때문이다.
단체보험에서 그 구성원이 단체에 가입하거나 탈퇴하는지에 따라 피보험자의 자격취득과 상실이 결정된다. 판례는 "피보험자가 보험사고 이외의 사고로 사망하거나 퇴직 등으로 단체의 구성원으로서 자격을 상실하면 그에 대한 단체보험계약에 의한 보호는 종료된다"고 하였다.

## 효과
단체보험계약이 체결된 때에는 보험자는 보험계약자에 대해서만 보험증권을 교부한다(제735조의3 제2항).

## 같이 보기
- 생명보험

## 참고 문헌
- 이기수∙최병규∙김인현, 『보험∙해상법』, 박영사, 2008. ISBN 978-89-10-51521-0